# Móricz Pál (író)
Móricz Pál (Hajdúnánás, 1870. október 2. – Budapest, 1936. március 30.) író, újságíró, a Petőfi Társaság tagja.

## Életpályája
Apja Móricz Pál (1838–1905) a hajdúnánási függetlenségi és 48-as párt elnöke, hivatalnok volt. Édesanyja, Daróczi Zsuzsanna korán meghalt, de apjának második felesége (Sebestyén Julianna) is fiaként nevelte. Testvérei: István, Ilona (Brassay Károlyné) és Béla; nagynénje Móricz Cecília Kállay Istvánné. Szülei mind nemesi származásúak voltak. Apja az őseitől rámaradt birtokán gazdálkodott, de különféle regáléjövedelmeket is bérelt. Édesanyja a „Nánáson nagyhírű Szakállas Daróczi” családjából származott. Az ő és nevelőanyja, illetve nagyszülei, aztán féltestvérei és azok házastársai révén egy nagy, kiterjedt közösségbe tartozott születése pillanatától kezdve.  
Az alsó négy gimnáziumot szülővárosában végezte, utána Debrecenben a kereskedelmi akadémián tanult tovább, majd tanulmányait harmadévesen félbehagyva újságíró lett a Debreczen  nevű újságnál. Hamarosan aztán Szegeden (ahol a kezdeti éveiben a legtöbb támogatást, útbaigazítást kapta a jövőjéhez), Aradon működött, majd a századfordulótól újra Debrecenben dolgozott lapszerkesztőként. Miután az 1907. évi országgyűlési választáson nem sikerült mandátumhoz jutnia, a fővárosba költözött és az Egyetértés című lap belső munkatársa lett. 1919-től haláláig a Magyarság szerkesztőségében dolgozott, közben a Hazánk című hetilapot is szerkesztette.
Regényeiben, novelláiban, rövid rajzaiban többnyire a hajdúsági emberek életét, múltját ábrázolta. Megértéssel és szeretettel rajzolta népi alakjait, szomorúan figyelte az átalakuló paraszti életmódot, a Hortobágy változásnak indult világát. Hagyományos, ráérősen részletező stílusban írt; szívesen jegyezte föl a régi történeteket, anekdotákat. A hajdúsági népéletet, szokásokat megörökítő írásai ma már értékes forrásmunkának számítanak. Móricz Pál történetszemlélete semmi esetre sem tudományosan megalapozott, annál inkább érzelmi indítékú.
Írói érdemeire való tekintettel 1916-ban a Petőfi Társaság rendes tagjává választotta.
A háborúban egy ideig a magyar vitézség megnyilatkozását látta, majd pedig katonáink, az ország szenvedéseinek láttán a sajnálat lett úrrá rajta. Értetlenül állt a társadalmi ellentétek, feszültségek, a forradalom igényével, tényével szemben. Nem viselkedett ellenségesen, de nem is lelkesedett. Élete utolsó szakaszában visszavonulva élt Rákosszentmihályon, ahol 1936. március 30-án meghalt.

## Munkái
Nemcsak azokba a lapokba írt, amelyeknek munkatársa volt, hanem a lehető legszélesebb körben publikált mind a fővárosban, mind a vidéken. Írásai széles körben jelentek meg és ugyanazon írásokat esetleg kis változtatással sokszor csak címcserével több helyen is és végül összegyűjtve, kötetben is megjelentette.
- A magyar föld urai. Regény. Szeged, 1898
- Szabad hajdúk. Novellák. Szeged, 1900
- A kurtanemesek földjén. Regény. Debrecen, 1901
- A boglyakemence mellől. Novellák. Debrecen, 1903
- Barangolások. Debrecen, 1904
- A Kárász uraság kocája. Novellák. Budapest, 1904
- A falusi zsidók. Novellák. Debrecen, 1906
- Zúg a nádas. Regény. Debrecen, 1909
- Pusztuló világ. Novellák. Budapest, 1912
- Régi magyar élet. Novellák. Budapest, 1913
- Naplemente. Novellák. Budapest, 1914
- A fergetegből. Novellák. Budapest, 1917
- Magyar sirató. Novellák. Budapest, 1925
- Rejtelmes Alföld. Novellák. Budapest, 1926
- Hortobágyi legendák. Novellák. Debrecen, 1928
- Emlékezések a Hajdú földről; szerk. Darócziné Bordás Andrea; Móricz Pál Városi Könyvtár és Helytörténeti Gyűjtemény, Hajdúnánás, 2020